# Song to a Seagull
Song to a Seagull é o álbum de estúdio de estreia da cantora e compositora canadense Joni Mitchell. Produzido por David Crosby, foi gravado em 1967 no estúdio Sunset Sound Recorders, na Califórnia, e lançado em 1968 por intermédio da Reprise Records.

## Lista de faixas
Todas as faixas escritas e compostas por Joni Mitchell e produzidas por David Crosby. 
| I Came to the City |                          |         |  |
| N.º                | Título                   | Duração |  |
| 1.                 | "I Had a King"           | 3:37    |  |
| 2.                 | "Michael from Mountains" | 3:41    |  |
| 3.                 | "Night in the City"      | 2:30    |  |
| 4.                 | "Marcie"                 | 4:35    |  |
| 5.                 | "Nathan La Franeer"      | 3:18    |  |

| Out of the City and Down to the Seaside |                         |         |  |
| N.º                                     | Título                  | Duração |  |
| 1.                                      | "Sisotowbell Lane"      | 4:05    |  |
| 2.                                      | "The Dawntreader"       | 5:04    |  |
| 3.                                      | "The Pirate of Penance" | 2:44    |  |
| 4.                                      | "Song to a Seagull"     | 3:51    |  |
| 5.                                      | "Cactus Tree"           | 4:35    |  |

## Créditos
- Joni Mitchell: violão, piano, vocais e capa do álbum
- Stephen Stills: baixo
- Lee Keefer: vocais
- David Cosby: produção
- Art Crist: engenheiro de mixagem
- Ed Thrasher: direção de arte